# Humphrey (gato)
Humphrey (c. 1988 - março de 2006) foi um gato empregado como Chief Mouser to the Cabinet Office na Downing Street, 10, a residência oficial do primeiro-ministro do Reino Unido, de outubro de 1989 a 13 de novembro de 1997.
Chegando como um vira-lata de um ano de idade, ele serviu sob os primeiros-ministros Margaret Thatcher, John Major e Tony Blair, aposentando-se seis meses depois que os Blairs se mudaram para Downing Street. Foi o sucessor de Wilberforce. Humphrey era frequentemente referido em tom de brincadeira pela imprensa como um funcionário real do número 10.

## Carreira
Humphrey foi encontrado perdido por um funcionário público do Cabinet Office e nomeado em homenagem a Sir Humphrey Appleby, o arquetípico funcionário público das sitcoms Yes Minister e Yes, First Minister. Após a morte do mouser anterior, Wilberforce, em 1988, o Cabinet Office e a residência precisavam de uma substituição e, portanto, Humphrey começou seu trabalho. Com um custo de cerca de £ 100 por ano (pago com o orçamento do Gabinete), a maior parte destinada à alimentação, Humphrey era considerado de valor consideravelmente melhor do que o controlador de pragas profissional do Gabinete, que cobrava £ 4.000 por ano e relatou nunca ter pego um rato.
Frequentemente retratado posando na famosa porta da frente do número 10, a principal função de Humphrey era pegar ratos no labirinto de edifícios de Downing Street. A má qualidade dos edifícios, alguns dos quais datam do século XVI, e o vizinho St. James's Park garantem um problema contínuo com os roedores. Na época de sua aposentadoria, Humphrey havia ascendido ao cargo de Chefe Mouser no Gabinete. Em novembro de 1993, um memorando interno circulou no Gabinete informando à equipe que Humphrey sofria de um pequeno problema renal e havia feito uma dieta especial. Foi instituída a proibição de alimentá-lo com guloseimas.
Humphrey foi acusado em 7 de junho de 1994 de ter matado quatro filhotes de Pisco-de-peito-ruivo, que faziam ninhos em uma jardineira fora do escritório de John Major, então primeiro-ministro. No entanto, Major o redimiu no dia seguinte, declarando: "Receio que Humphrey tenha sido falsamente acusado." Só em março de 2006 foi finalmente inocentado: o jornalista George Jones, do The Daily Telegraph, admitiu que seu artigo na coluna do diário do jornal não passava de "licença jornalística" impressa sem nenhuma evidência de apoio. Em setembro de 1994, Humphrey foi encontrado em St James's Park e foi acusado de ter "atacado" um pato lá, no início do ano.
Em junho de 1995, Humphrey desapareceu. Downing Street não divulgou o fato até que foi mencionado a Sheila Gunn, uma jornalista do The Times, depois que Gunn disse a um membro da equipe que seu próprio gato havia morrido. A história de Gunn foi mencionada na primeira página. A publicidade levou à sua redescoberta no vizinho Royal Army Medical College, onde foi levado como um presumível vira-lata e renomeado como PC, abreviação de "gato patrulha". Após seu retorno, Humphrey emitiu uma declaração por meio do serviço público afirmando: "Tive férias maravilhosas no Royal Army Medical College, mas é bom estar de volta e estou ansioso pela nova sessão parlamentar."
Uma semana depois de Tony Blair se mudar para 10 Downing Street após as eleições gerais de maio de 1997, surgiram relatos da imprensa sobre um desentendimento entre Humphrey e Cherie Blair, a esposa do novo primeiro-ministro. Foi relatado que Cherie Blair era alérgica a gatos ou acreditava que eles não eram higiênicos. Sheila Gunn, que passou a ser assessora de imprensa de John Major, mais tarde admitiu que era a fonte dessas declarações que em seu obituário diz serem baseados "em um palpite para o qual ela não tinha provas".

## Aposentadoria
Humphrey mudou-se para sua nova casa com um casal de idosos no subúrbio de Londres em 13 de novembro de 1997, embora sua aposentadoria não tenha sido anunciada até o dia seguinte para reduzir o risco de tentativas de sequestro. Os conservadores foram rápidos em apontar que Humphrey viveu feliz no número 10 por quase oito anos sob um governo conservador, mas mudou-se seis meses depois que os trabalhistas assumiram o poder. O parlamentar conservador e amante dos animais, Alan Clark, suspeitou da forma como a aposentadoria de Humphrey foi anunciada e exigiu provas de que o gato ainda estava vivo: "Humphrey agora é uma pessoa desaparecida. A menos que eu tenha notícias dele ou que ele faça uma aparição pública, suspeito que ele foi baleado." Isso levou a rumores de que Humphrey havia sido abatido por ordem de Cherie Blair. O gabinete do primeiro-ministro insistiu que o conselho veterinário estava por trás da decisão de remover Humphrey de Downing Street e, em 24 de novembro de 1997, um grupo de jornalistas foi levado a um local secreto no sul de Londres e mostrado que Humphrey ainda estava vivo e bem. Fotos do gato posando com cópias dos jornais do dia foram publicadas e relatos indicavam que ele havia engordado.
Pouco se ouviu sobre Humphrey nos anos seguintes, levando muitos a inferir que ele havia morrido. O Daily Telegraph fez uma solicitação via Lei de Liberdade de Informação para documentos relacionados a ele no início de 2005, o que levou à divulgação de mais informações sobre seu tempo em Downing Street. Em março de 2005, em seu relatório sobre Humphrey, o Telegraph lamentou "Onde Humphrey está agora - ou mesmo se ele ainda está conosco - permanece um mistério. "Não estou tendo muita sorte", confessou ontem à noite um porta-voz do Gabinete. Seu inspetor oficial não tem notícias dele há sete anos." No entanto, em 22 de julho de 2005, o The Independent relatou que "o Mouser de 17 anos está vivo e bem e morando no sul de Londres". Nenhum outro detalhe foi dado no texto, que fazia parte de uma reportagem maior sobre animais de estimação de celebridades. Em março de 2006, um porta-voz de Tony Blair relatou que Humphrey havia morrido na semana anterior, na casa do funcionário do Cabinet Office que o acomodava.

### Sucessores
Em setembro de 2007, o primeiro gato de Downing Street desde Humphrey foi apresentado; Sybil mudou-se de Edimburgo com o chanceler do Tesouro Alistair Darling e família. Sybil voltou a Edimburgo no início de 2009, pois não se estabeleceu e morreu em julho. Em fevereiro de 2011, um novo gato foi recebido em Downing Street vindo do Battersea Dogs and Cats Home de Londres. Larry chegou após semanas de especulação sobre possíveis medidas de controle de pragas depois que um grande rato preto foi visto passando pelo número 10.

## Na cultura popular
Em agosto de 2012, a série dramática da BBC Radio 4, Political Animals, apresentou Humphrey, com foco nos anos de Blair. Humphrey também apareceu na sátira política Spitting image. Humphrey foi retratado como um gato que irritaria o então primeiro-ministro John Major, ao criticar seu governo. Isso levaria a um confronto entre Humphrey e Major, resultando em Major deixando Humphrey inconsciente com uma frigideira.